# Cork Harlequins Sports Club
| Europapokalbilanz Herren Feld |                    |        |       |         |
| Jahr                          | Wettbewerb         | Niveau | Platz | Ort     |
| 1992                          | Cup Winners Cup    | 1      | 8     | Vught   |
| 2003                          | Club Champions Cup | 1      | 7     | Brüssel |
| 2005                          | Cup Winners Trophy | 2      | 3     | Wien    |
| 2007                          | Cup Winners Trophy | 2      | 1     | Prag    |
| 2013                          | Club Trophy        | 2      | 7     | Wien    |

Der Cork Harlequins Sports Club ist ein Sportverein mit den Abteilungen Hockey und Cricket aus der Stadt Cork in der irischen Provinz Munster. Der 1925 gegründete Verein mit den Farben Schwarz, Rot und Weiß hat seine Anlage unweit des Corker Flughafens rund 6 km südlich des Stadtzentrums. Es umfasst zwei Kunstrasenplätze für Hockey und einen Cricketground.
Die Cricketabteilung entstand 1967 und nimmt teil am Spielbetrieb der Munster Cricket Union. Das Herrenteam gehört zu den beiden besten Mannschaften Munsters. Beim Hockey existieren vier Herrenmannschaften und drei Damenteams. Die ersten Mannschaften spielen 2012 jeweils in der höchsten Spielklasse Munsters und parallel dazu in der Irish Hockey League. Auch haben sowohl Damen als auch Herren jeweils einen europäischen Wettbewerb gewonnen. Beide konnten die zweitklassige „EuroHockey Cup Winners Trophy“ der Damen und Herren für sich entscheiden. Die Damen schlugen dabei 2001 beim Turnier in Wien im Finale den walisischen Vertreter aus Newtown mit 5:0. Die Herren gewannen 2007 das entscheidende Spiel beim Wettbewerb in Prag gegen den ukrainischen Verein Kolos Sekvoia 4:1 n.7-m .

## Erfolge Hockey
Herren
- EuroHockey Cup Winners Trophy: 2007

- All Ireland Club Championships: 2002

- Irish Senior Cup: 2006, 2012

- Irish Junior Cup:  1999

Damen
- EuroHockey Cup Winners Trophy: 2001

- Irish Senior Cup: 2000

- Irish Junior Cup:  1990, 1992

## Weblink
- Offizielle Vereinsseite des Cork Harlequins Sport Club